# Olivier Juprelle
Olivier Juprelle, né le 3 janvier 1978 à Namur (Belgique) est un chanteur, compositeur, vidéaste et influenceur belge,,.

## Biographie
Brûlures au second degré, le premier EP (Extended Play) d'Olivier Juprelle, est publié en février 2012. Il est alors invité sur le plateau de 50° Nord (RTBF) et présente plusieurs titres en live.
Il a coécrit et enregistré deux albums (A life on standby et Ryunosuke) avec le groupe Mud Flow et coécrit un album (produit de Belgique) avec le groupe Vive la Fête qu'il a accompagné sur scène à la basse lors de leur tournée européenne de 2011. 
Il a lancé sa chaîne YouTube le 1er décembre 2017 avec une première vidéo intitulée "Comment Filmer Comme Un Pro Avec Un Smartphone : 4 conseils !".